# Henrikstorp, Järfälla kommun

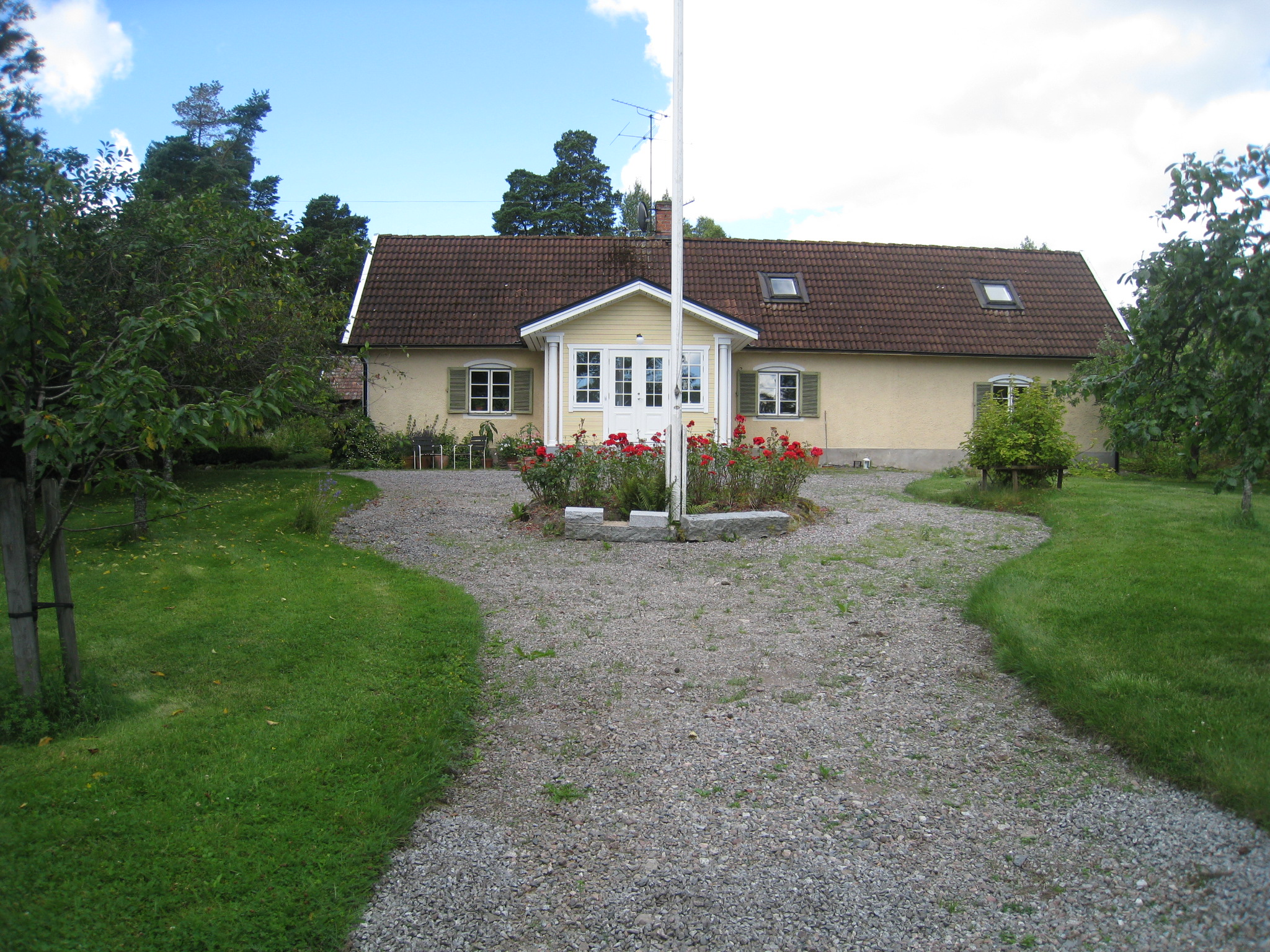
Henrikstorp, huvududbyggnaden.

Henrikstorp är ett torp i Järfälla kommun i Stockholms län och området utgör en del av det kulturlandskap som ligger i Görvälns naturreservat. Det var en gård under Görvälns slott. Själva byggnaden Henrikstorp ingår dock inte i Görvälns naturreservat, men det gör det omgivande kulturlandskapet. Henrikstorp kallades tidigare Hinderstorp.
Torpet brukades självständigt till 1855, då det lades under Görväln. Byggnaden är knuttimrad, den var tidigare av parstugetyp, men byggdes om fullständigt 1954 till permanentbostad. 1976 gjordes ytterligare en om- och tillbyggnad. Nu är väggarna reveterade och spritputsade i gult med vita hörn. Vid ombyggnaden tillkom moderna fönster- och dörrsnickerier. Huset är i privat ägo och är numera året runt-bostad. På fastigheten finns ytterligare två gamla knuttimrade byggnader, som är restaurerade av ägarna. De nyttjas som garage och uthus. Ägarna tilldelades 1982 Riksförbundet för Hembygdsvårds byggnadsmärke för god byggnadsvård.
Huset var inspelningsplats för en Astrid Lindgren-film om mästerdetektiven Blomkvist och Rasmus på 1950-talet.

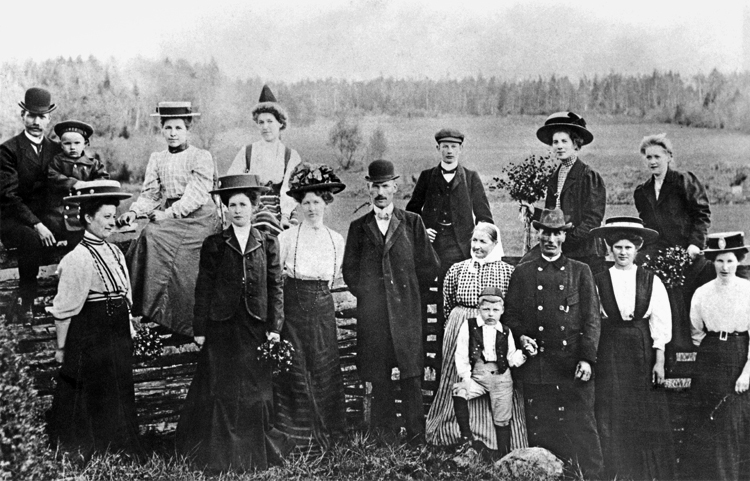
Gruppbild vid Henrikstorp från omkring 1910. Bilden visar Görvälns skogvaktare P.G. Frid med familj och Görvälns trädgårdsmästare Carl Johan Axling med fru och son.
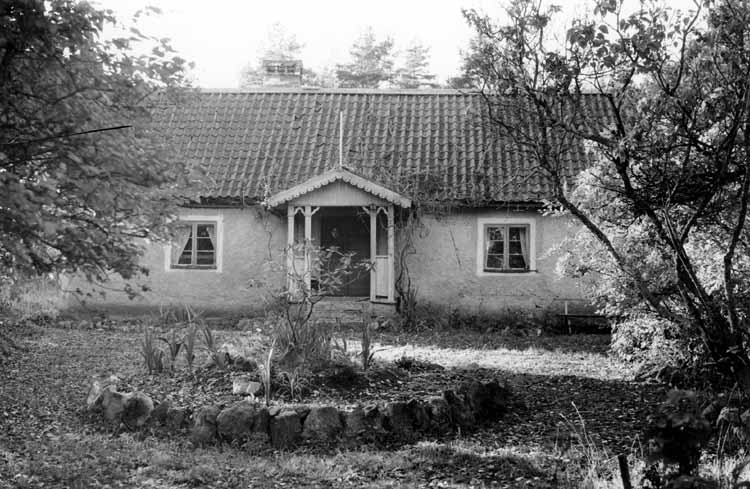
Henrikstorp, huvudbyggnaden, foto från 1951.
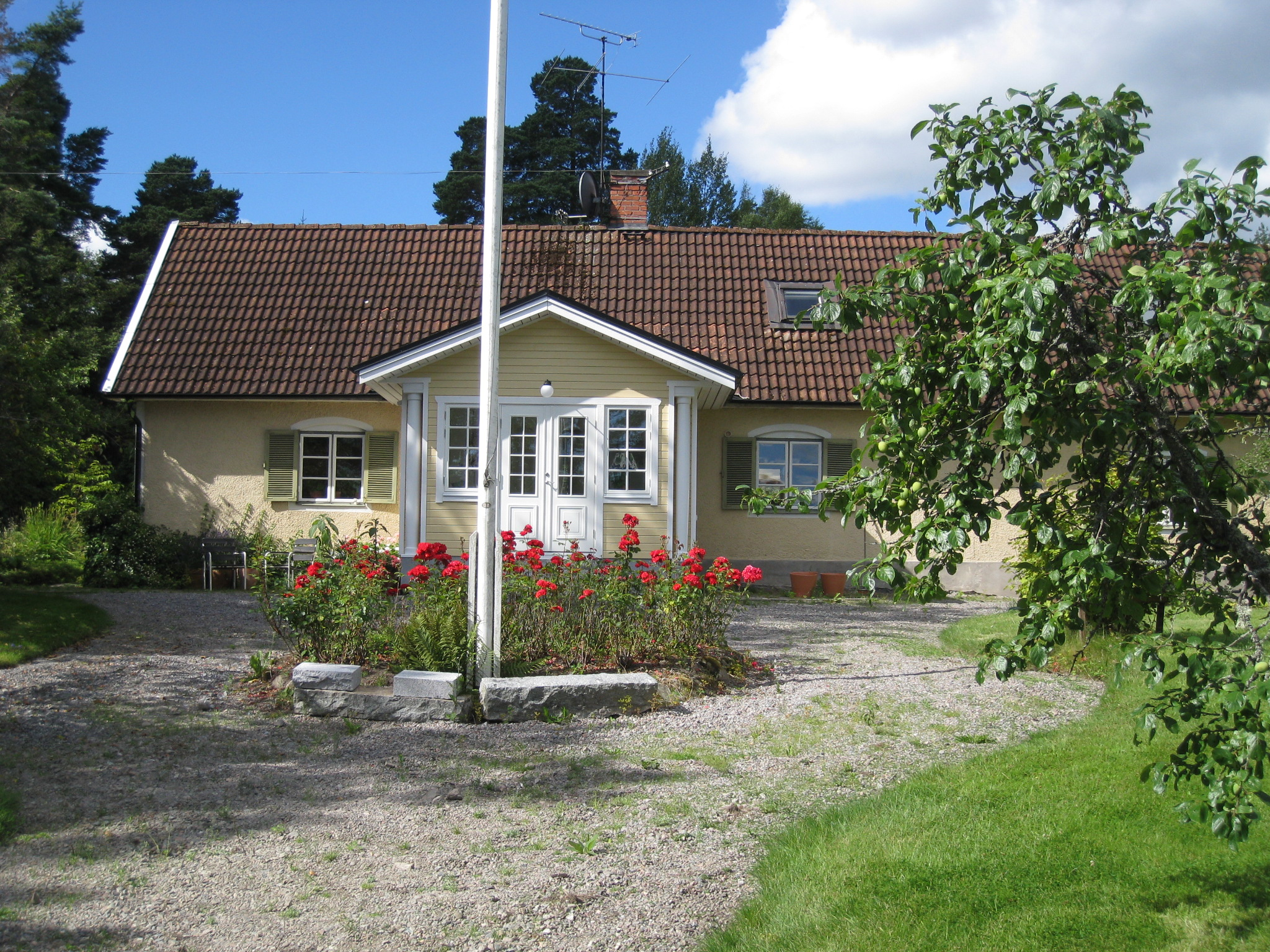
Henrikstorp, huvudbyggnaden, foto från 2015.
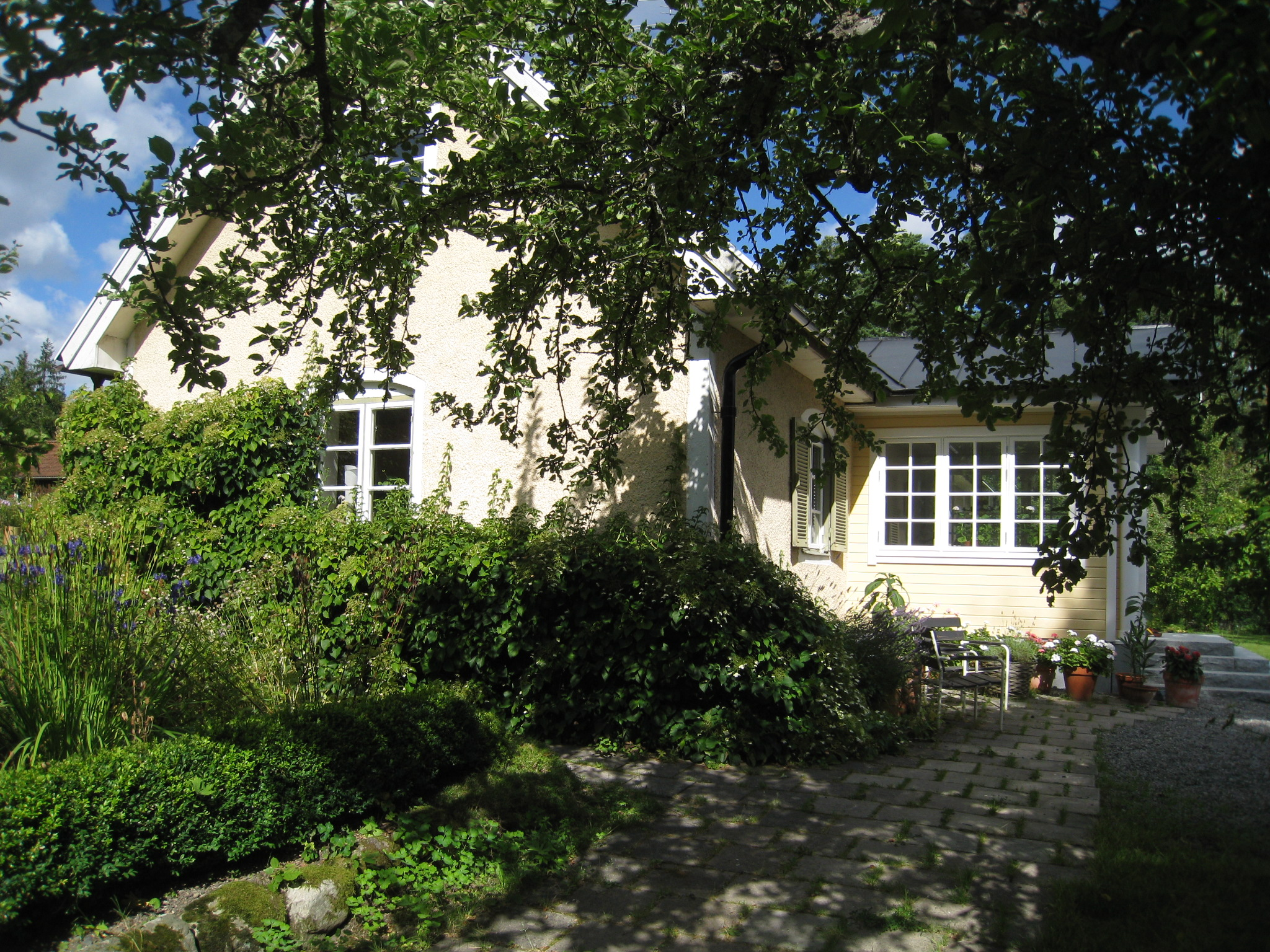
Huvudbyggnaden från söder, sommaren 2015.

## Historik
Henrikstorp, eller Hinderstorp, som det då skrevs, brukades år 1534 av Michil och enligt jordeboken 1548 brukade Hindrich gården. Tillsammans med Slammertorp var Henrikstorp den till jordetalet minsta gården i Järfälla och som låg under Sankt Eriks altare. För övrigt framgår av jordeboken att på gården skördas 10 lass hö årligen och erläggs 1 mark i avradspenningar, det vill säga den årliga avgift som bonden såsom brukare eller nyttjare av jord, vatten eller skog skulle betala till jordägaren eller kronan (staten). Dessutom mottog gården till utfodring 2 fogdehästar, 2 biskopshästar, 1 hushäst och 1 konungshäst. Henrikstorp utgjorde ungefär lika mycket i sädestionde som de andra smågårdarna under Görväln, det vill säga skatten som kyrkan uppbar från jordbrukare. I jordeböckerna heter gården omkring 1540 Hindetorp och i prostarnas tionderäkenskaper för 1549 heter gården hendrigxtorp, sedan vanligen Hinderstorp men en välkänd ljudutveckling hos namnet Henrik. På Henriksdagen hölls i Örebro Hindersmässan. Namnet Henrik hör till dem som kom till Sverige med tyskarna under medeltiden. I den kyrkliga jordeboken 1538:2 redovisas invånare i Järfälla socken. Som biskopslandbor räknas invånarna i Henrikstorp samt Görväln, Brännbol, Dikartorp, Slammertorp, "kafhell", Lädersättra och Ulvsättra. Dessa ligger inom området närmast söder om den gamla sockengränsen till Eds socken, och de ligger också Almarstäkets närmaste omland. De bebyggelser som vanligen kallas Stäketstorpen ligger norr om den gamla sockengränsen, och räknades alltså förr till Eds socken i Uppland och som ingick i Sollentuna härad. Tillsammans med Slammertorp och Dikartorp tillhör Henrikstorp de äldsta torpen i Järfälla med bebyggelse från medeltiden. Järfällas bebyggelse med namn på -torp kom först när den bästa odlingsjorden var i bruk under äldre bebyggelser. Torparjordens avkastning var förhållandevis dålig. Torparen gjorde dagsverken på godset eller hade någon annan extra inkomstkälla, såsom fiskare, dikare, tegelslagare eller kolare, eftersom familjen inte kunde försörjas enbart på vad jorden gav. Av mantalslängden för 1751 framgår att ett tegelbruk finns vid Görväln, för då står två tegeldrängar upptagna bland gårdens tjänstefolk. Görvälns tegelbruk upptas i husförhörslängden 1756.

### Görvälns stuteri
År 1534 nämns Hinderstorp, som det förr kallades, första gången. 14 år senare kan man läsa att Hindrich brukade gården och i hans åligganden ingick att motta en massa hästar för utfodring, 2 fogdehästar, 2 biskopshästar, 1 hushäst och 1 konungshäst. År 1571 fick den italienske adelsmannen Antonius de Palma Henrikstorp i förläning av Johan III som tack "för den välvilliga, hulda trotjänst" som de Palma gjort "oss och vår älskeliga kära husfru".

### Avelsgård med hästar för arméns behov
Av ett donationsbrev från 1571 framgår att kungaparet Johan III och Katarina Jagellonica skänkte Görvälns gods i Järfälla till Antonius de Palma. Drottningen utverkade också skattelättnader för sin trogne hovman. Med ålderns rätt drog sig Antonius de Palma år 1577 tillbaka från uppdraget som fogde på Torvesund (Drottningholms kungsgård), där slottet då stod under uppförande efter Willem Boys ritningar. Den 10 januari 1556 gav Gustav Vasa order om att avelsgårdar skall upprättas i hela Sverige, för att säkra tillgången till hästar och boskap. Vid Henrikstorp på Görvälns område hade de Palma låtit anlägga en hästavelsgård, ett stuteri, där hästar föddes upp för arméns behov. Kanske var det där han slutade sina dagar någon gång under 1580-talet.
Öster om det nuvarande huset finns fem husgrunder i hagen. De är troligen lämningar efter de byggnader och den avelsgård de Palma här lät uppföra 1577-1578, Görvälns stuteri. Antagligen har det funnits fler byggnader på åkermarken. Stuteriet tycks inte ha blivit den lönande affär som de Palma tänkte sig, trots behovet av hästar till Vasasönernas krig. Stuteriet vid Henrikstorp lades ner omkring år 1600.

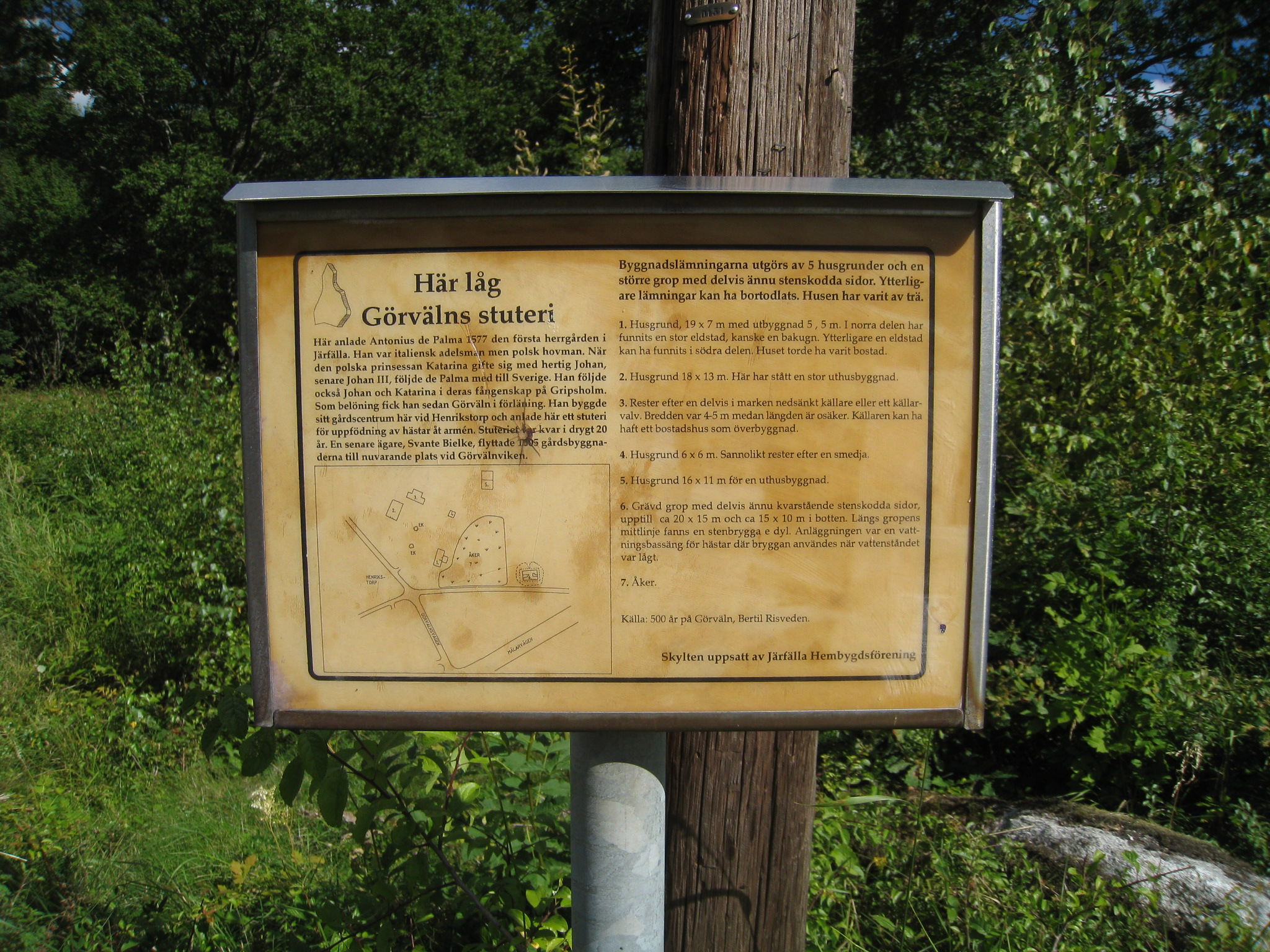
Skylt med texten "Här låg Görvälns stuteri".
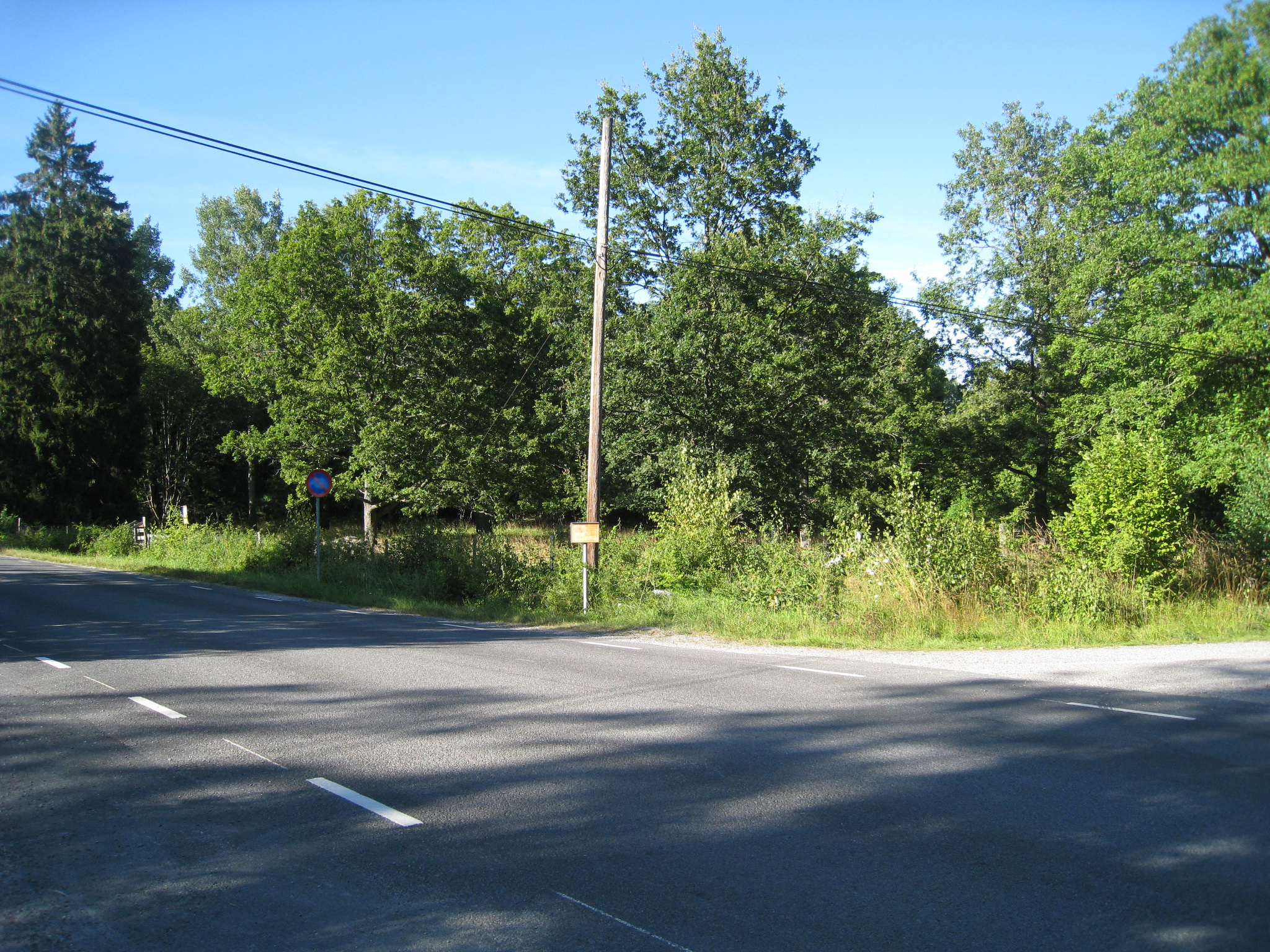
Här i korsningen låg Görvälns stuteri.
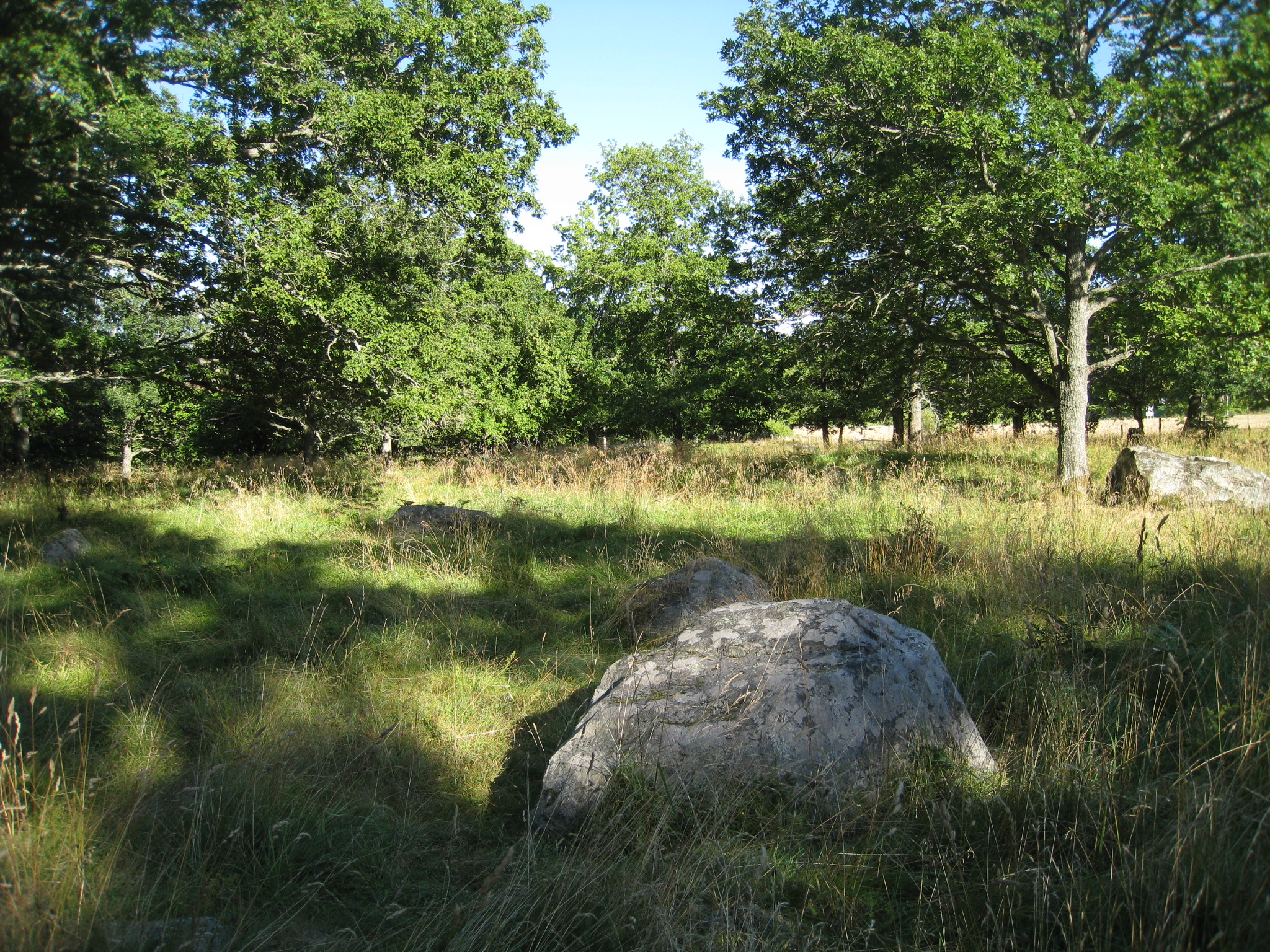
Vid Görvälnsvägen finns av fem husgrunder från Görvälns stuteri. Byggnadslämningarna är rester av en bostad, två uthusbyggnader, en källare och en smedja.
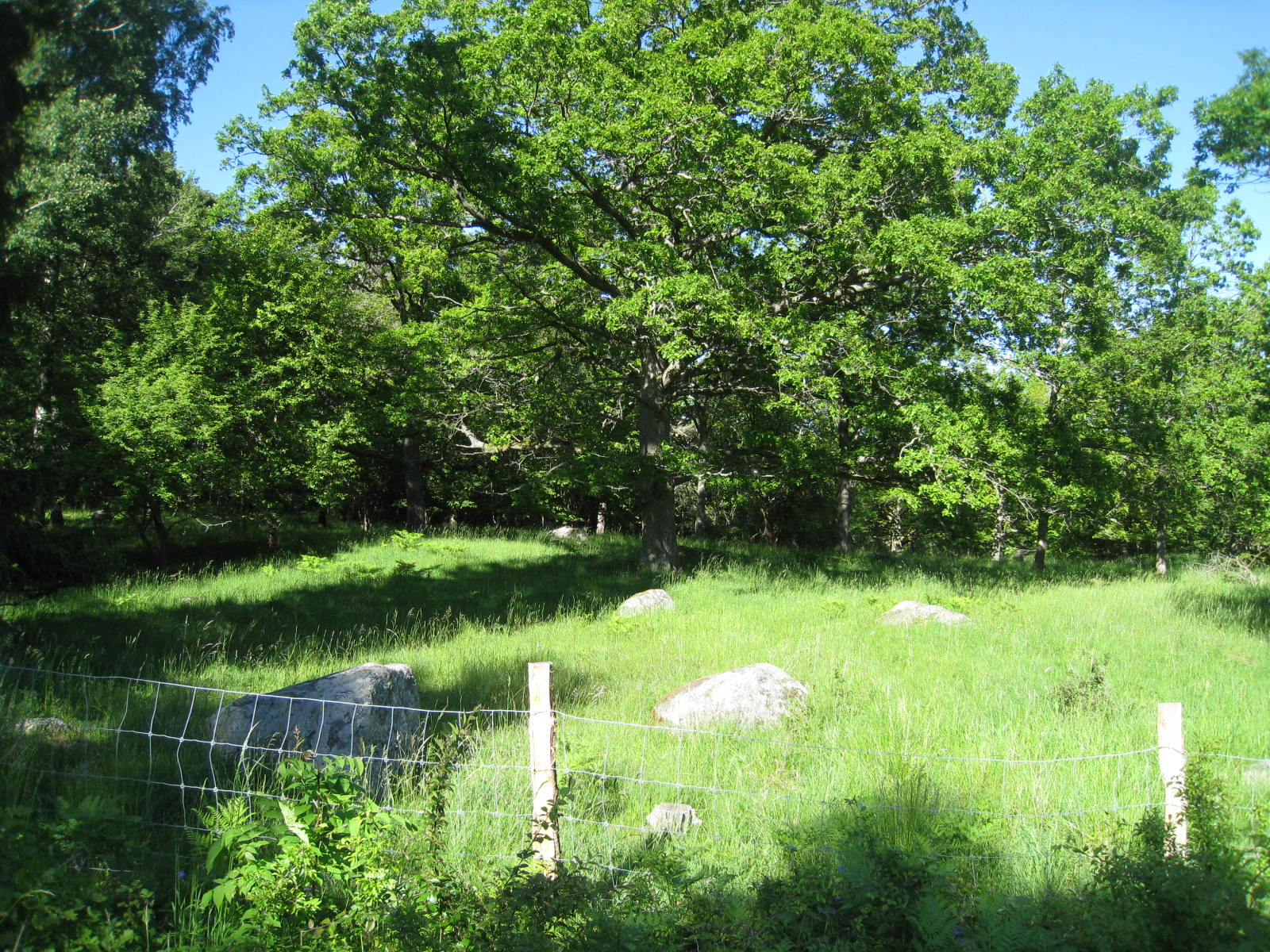
På Görvälns stuteriområde vid Görvälnsvägen ligger Antonius de Palmas husgrunder och där finns nu en frodig lövskog.

### Marhagen och Görvälns båtsmanstorp

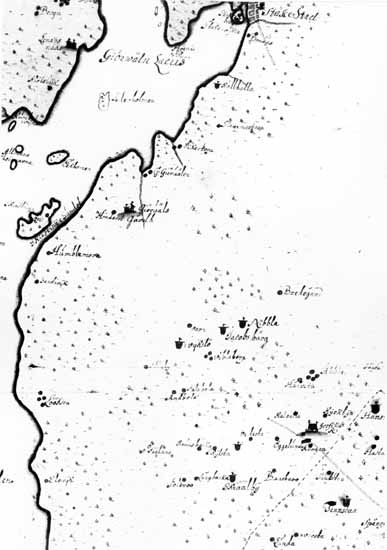
Del av karta över Mälaren mellan Stockholm och Stäket, 1675, där Henrikstorp står utsatt. Kartan är upprättad av lantmätaren Johan Persson Gedda, bror till lantmätaren Jonas Persson Gedda.

Ännu längre österut om Henrikstorp ligger torpet Marhagen, som omtalas första gången 1627. Det var ett dagsverkstorp under Görväln. Ursprungligen låg huset på en åkerholme cirka 150 meter från den nuvarande gårdsplatsen. Där vittnar några gamla fruktträd och rester av en jordkällare om tidigare bebyggelse. Ibland kallas Marhagen för Malhagen.
Norr om Marhagen låg Görvälns båtsmanstorp som finns första gången på från 1701 års karta. Båtsmansstugan, som inte längre finns kvar, låg troligen där ett mindre uthus nu ligger. Betydligt äldre än själva byggnaden är stengrunden till båtsmanstorpet. I närheten finns också ett mycket gammalt päronträd.

### Rättaren på Görväln
Omkring år 1660 hette brukaren vid Henrikstorp Johan Olufsson. Han var rättare på Görväln. Olufsson anklagade en Hägerstalundsbo för att ha stulit några stockar från Görvälnskogen och han råkade därmed illa ut. Mannen blev frikänd och fick böta 3 daler för tillvitelse för Hägerstalundsbon hade tydligen inte några hållbara bevis.
Torpet brukades självständigt fram till 1855. Då lades jordbruket vid Henrikstorp under Görväln och sedan var torpet under många år bostad för statfolk. Det fungerade också som skogvaktarboställe och senare som sommarstuga.

### Kulturlandskap och lövskog
Bebyggelse finns angiven vid Henrikstorp redan 1534 och Henrikstorpsområdet består liksom Dikartorp av gammal kulturmark. Här finns en frodig, men inte alltför gammal lövskog. Här har tidigare varit öppen mark, det stora gräsinslaget visar på detta. Om man fortsätter stigen på den gamla körvägen mott emot torpet öppnar sig skogen och en ängsmark ligger i en glänta. Gräset är frodigt och här växer stora rosbuskar samt prästkrage, åkervädd och stor blåklocka. Alldeles intill är gräset kortare och marken torrare. Här växer jungfrulinets blå blommor och bredvid växer också det ludna grusstarret som man lätt känner igen. Bland ekar och björkar står Jungfru Marie nycklar nästan meterhög i skogen närmast griftegården under andra hälften av juli.
Där Antonius de Palmas husgrunder ligger var det tidigare öppen mark och där finns nu en frodig lövskog med många intressanta växter. Det finns en stor jordtäktsgrop inte långt därifrån. I slutet av medeltiden hade man på den platsen planerat att bygga ett kloster eller en biskopsgård åt biskop Hans Brask, berättas det. Det är dock troligare att gropen var en vattningsbassäng för hästarna på stuteriet.

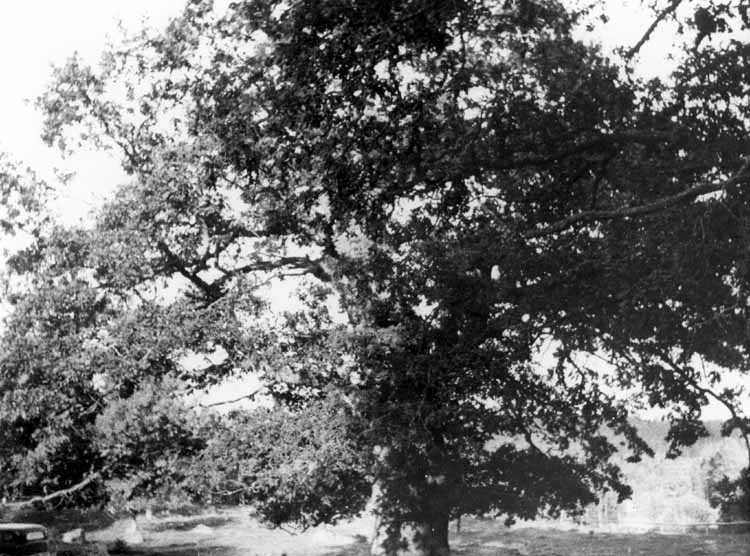
Eken vid Henrikstorp på 1930-talet.
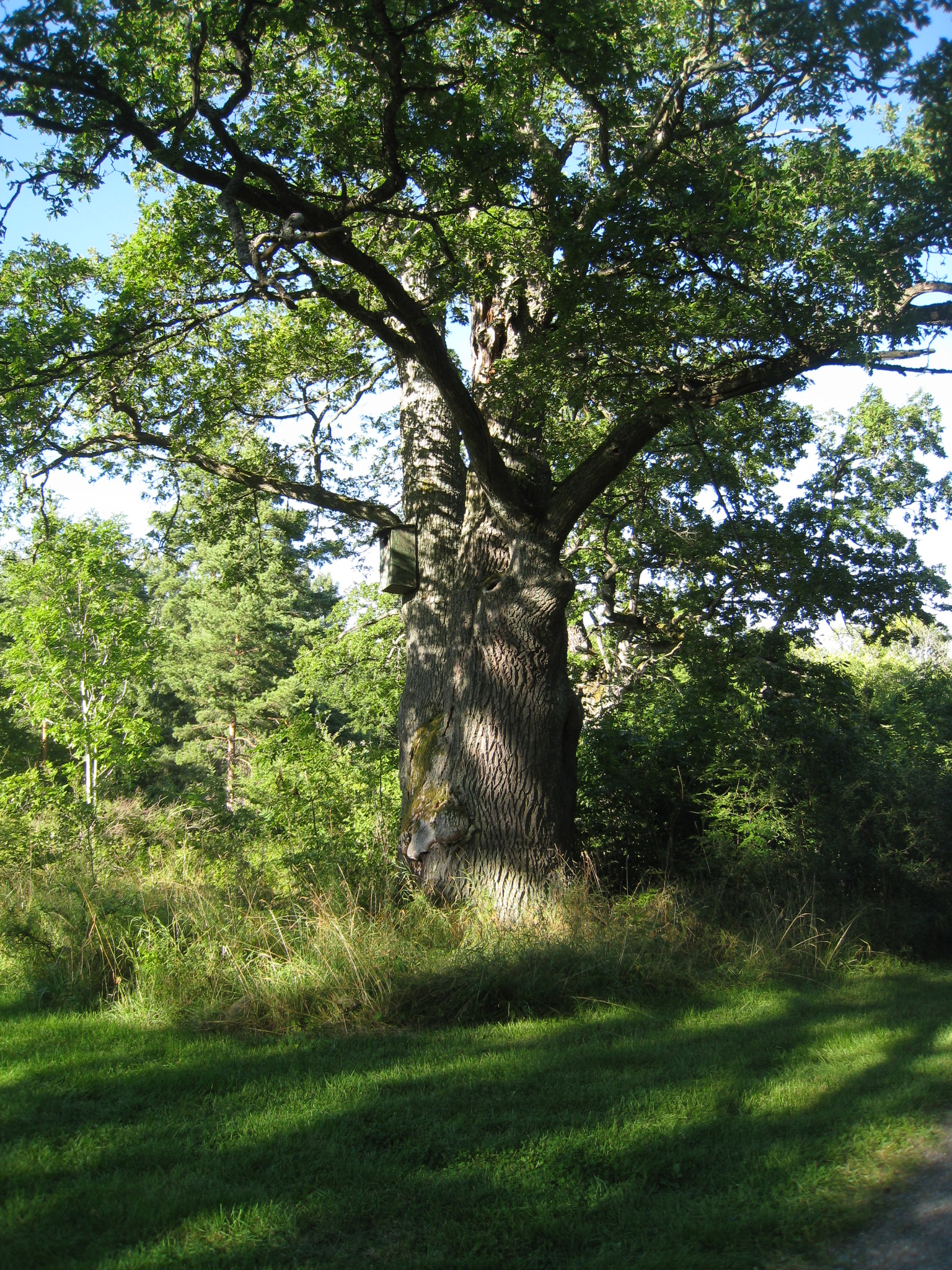
Samma ek vid Henrikstorp, sommaren 2015.
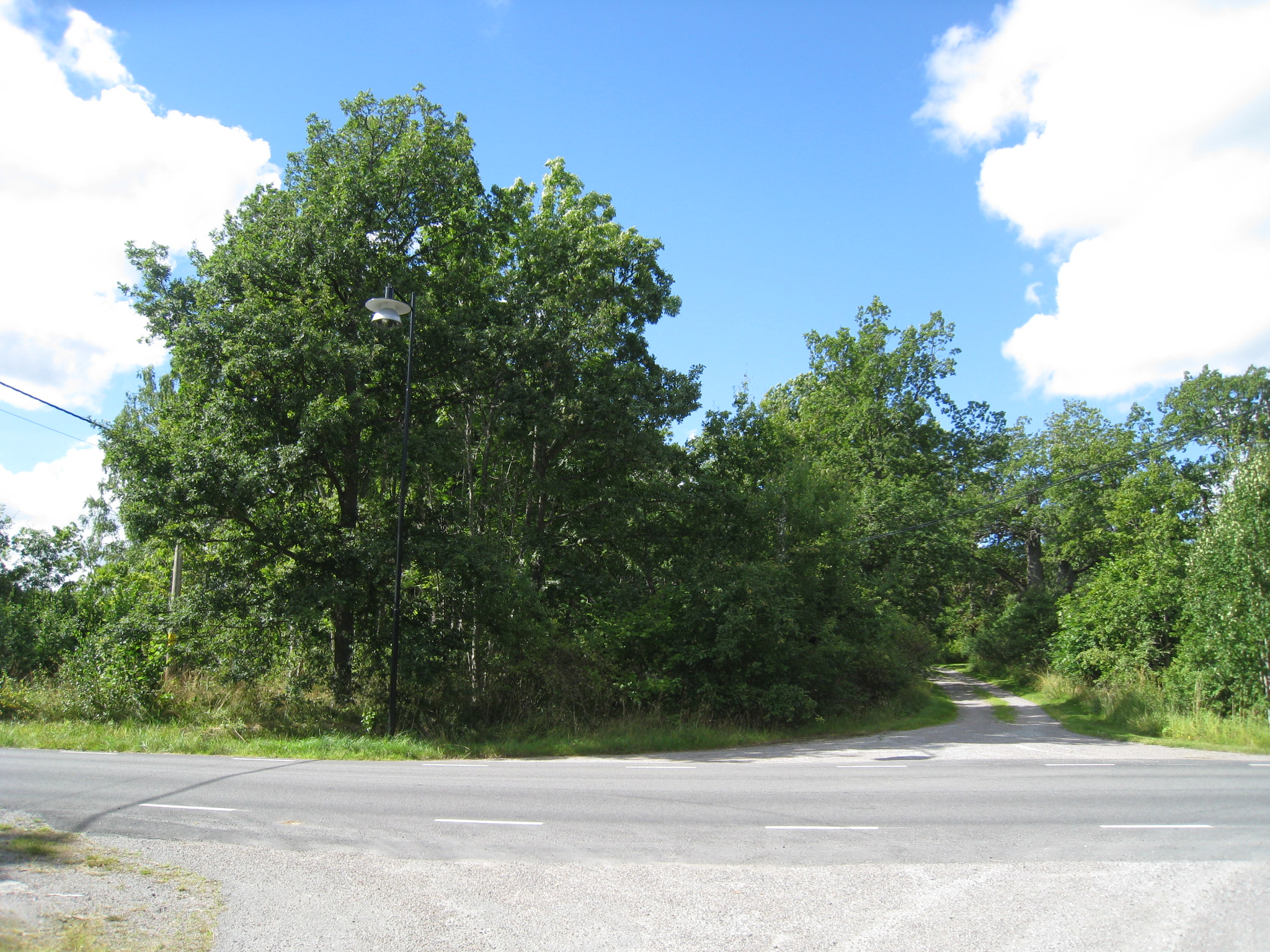
Görvälnsvägen vid infarten till Henrikstorp.
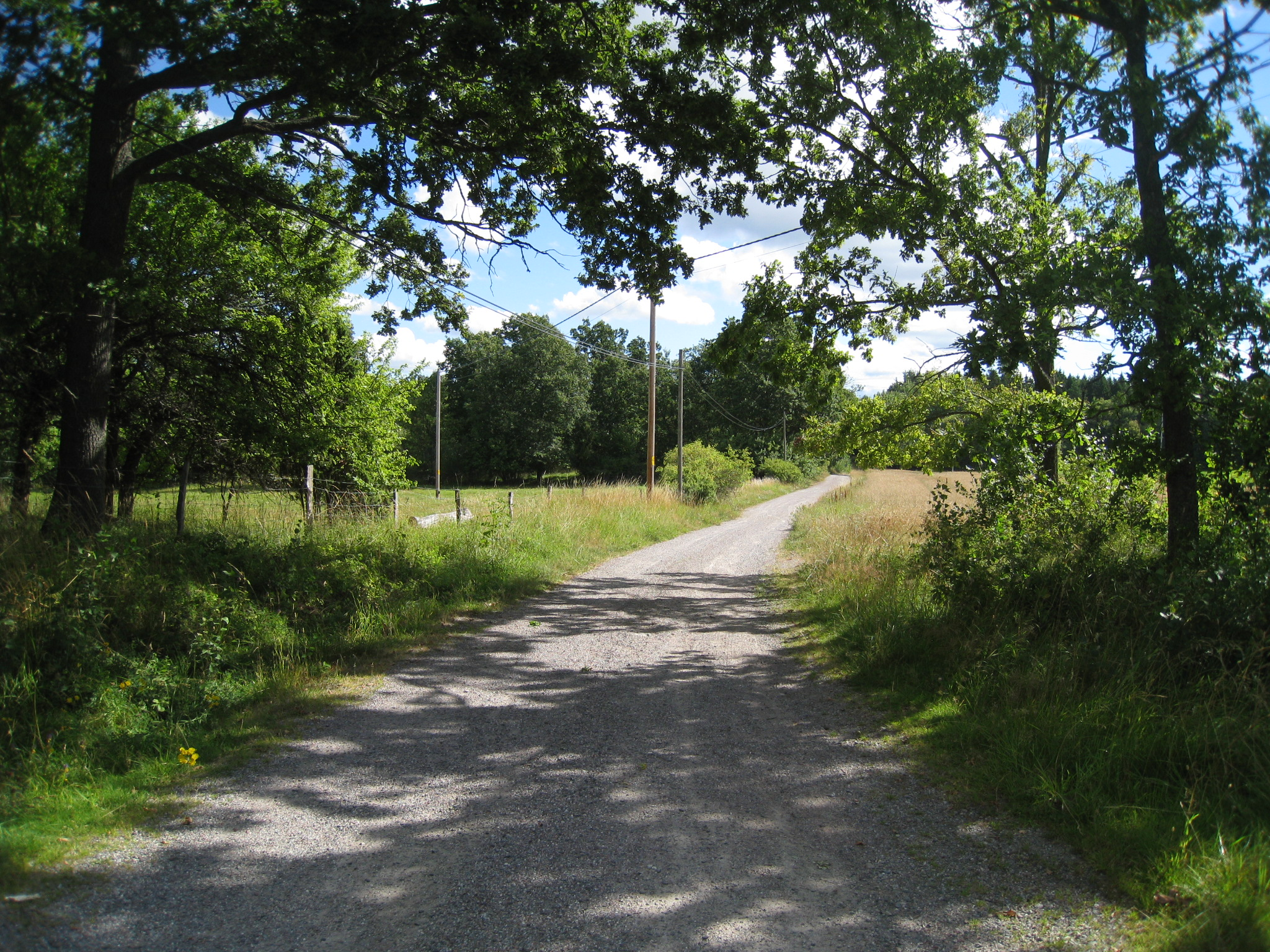
Marhagsvägen leder från Henrikstorp till Marhagen.

### Beteshagarna
Vid Henrikstorp finns det beteshagar, åkrar, en våtmark som håller på att växa igen, ekbackar och skogspartier med ädellövträd och triviallövträd omväxlande med äldre barrträd. Det finns gott om ädellövträd runt själva Henrikstorp. Här växer bland annat några mycket gamla ekar. Intill den gamla åkern, strax norr om torpet, växer ett bestånd av ask, ek och björk. Området håller på att växa igen kraftigt och det är ganska svårforcerat. I en båge mot Mälarvägen sträckte sig en gammal betesmark och man kan se spåren efter denna. Man skövlade det översta jordlagret när djuren försvann och sålde som matjord. Detta var inte helt ovanligt på den tiden.
På andra sidan Görvälnvägen, mitt emot Henrikstorp, ligger en beteshage som länge har stått ohävdad, men nu betas den av får. Inhägnaden innefattar en ekbacke, en friskäng med en del torrare partier samt i östra delen ett lövskogsbestånd med asp, hassel och ek. Man har röjt området på träd och buskar. Man kan se att området under en längre tid har varit ohävdad på de ställvis stora örnbräkenbestånden och nässelbestånden.
Ett flertal hävdgynnade växter finns kvar trots att området under en längre tid varit ohävdad. Här växer backsmörblomma, darrgräs, jungfrulin, Jungfru Marie nycklar, klasefibbla och lundsmörblomma. Parallellt med hagen längs Mälarvägen växer i dikeskanten många andra kärlväxtarter, bestånd av jungfrulin, ängsnycklar, ängsskära, brudbröd och Natt och dag. Denna artrikedom vittnar om hur viktiga dessa triviala biotoper.

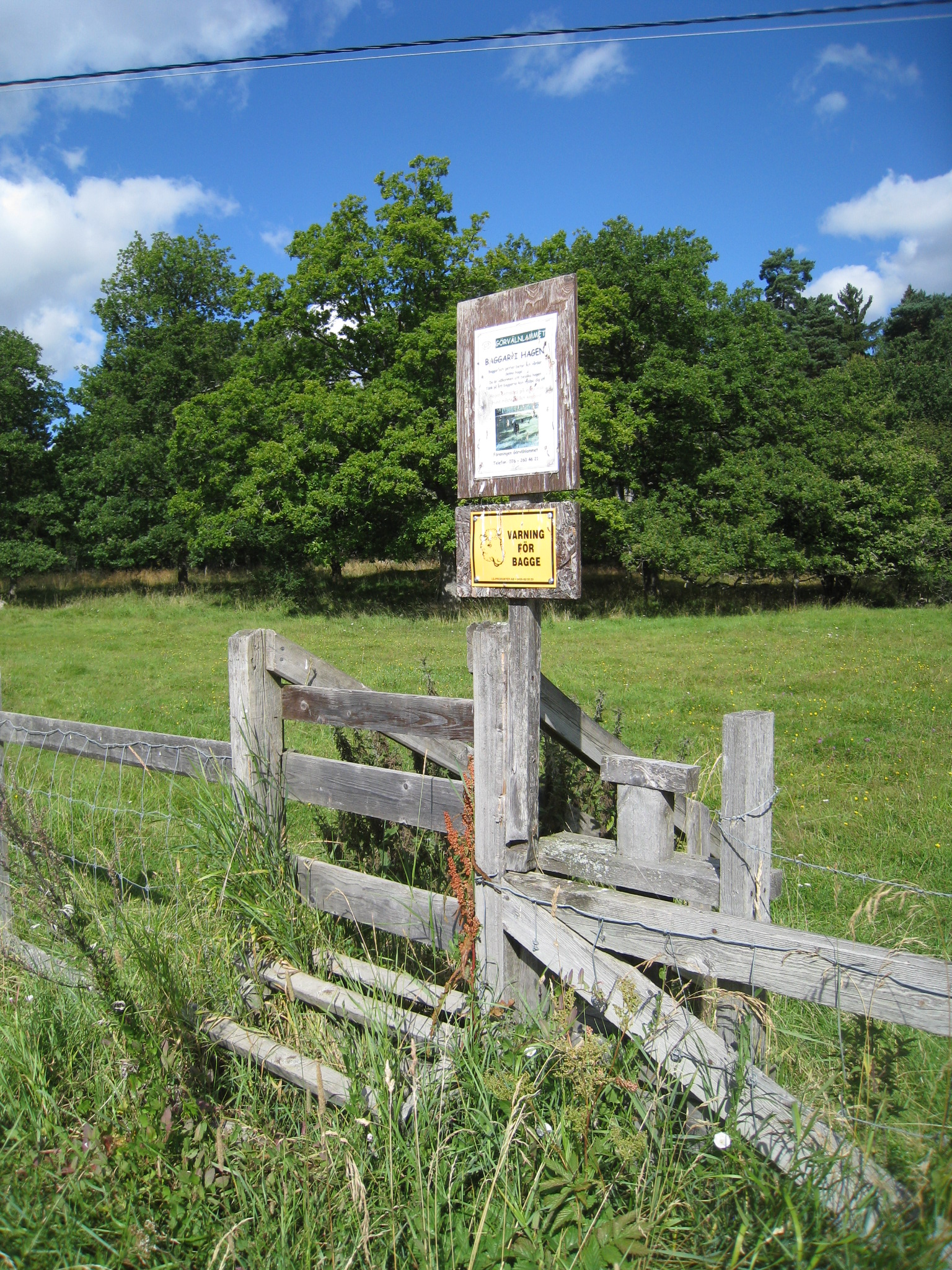
Beteshage norr om Mälarvägen.
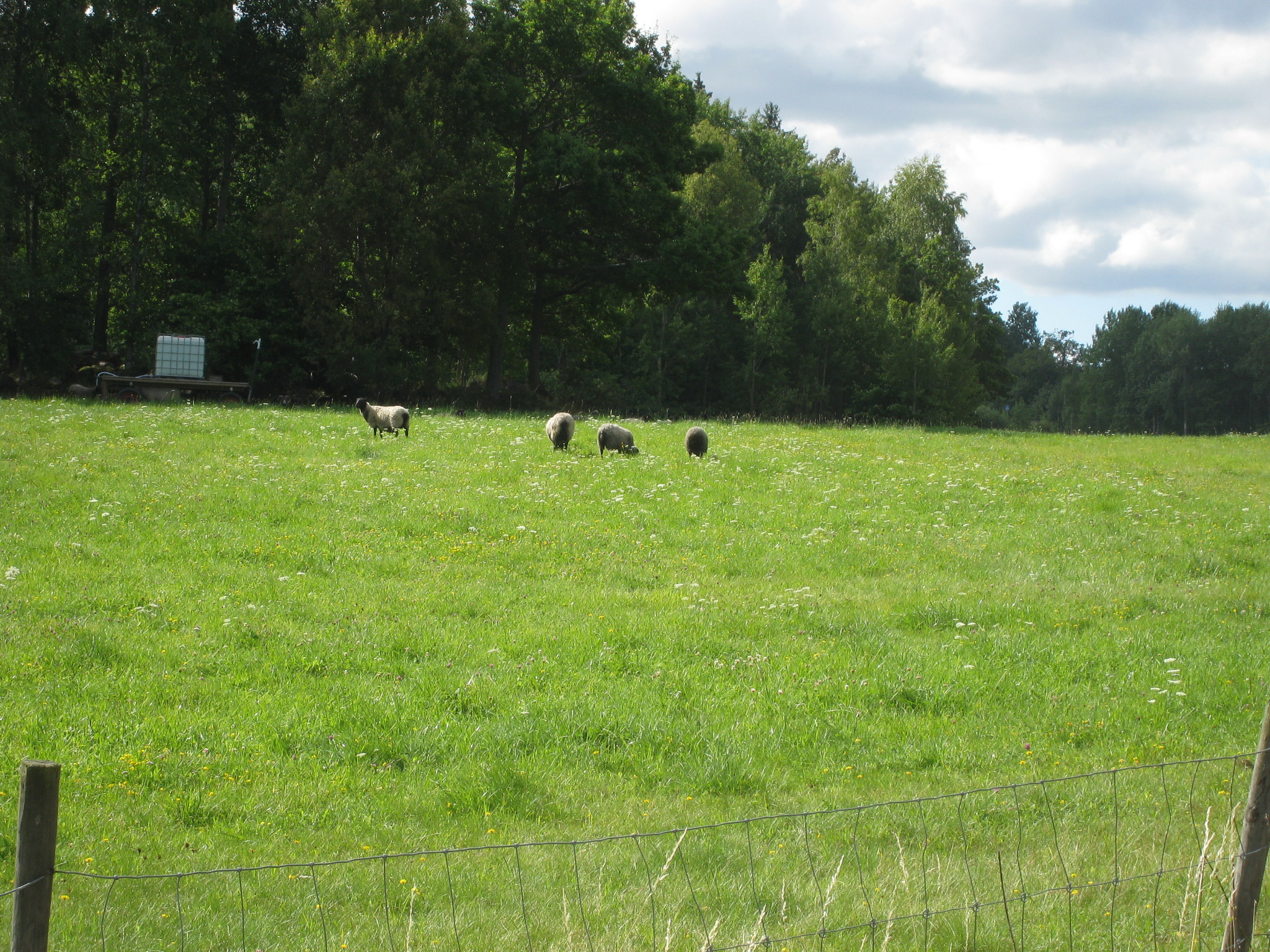
Beteshage söder om Mälarvägen.
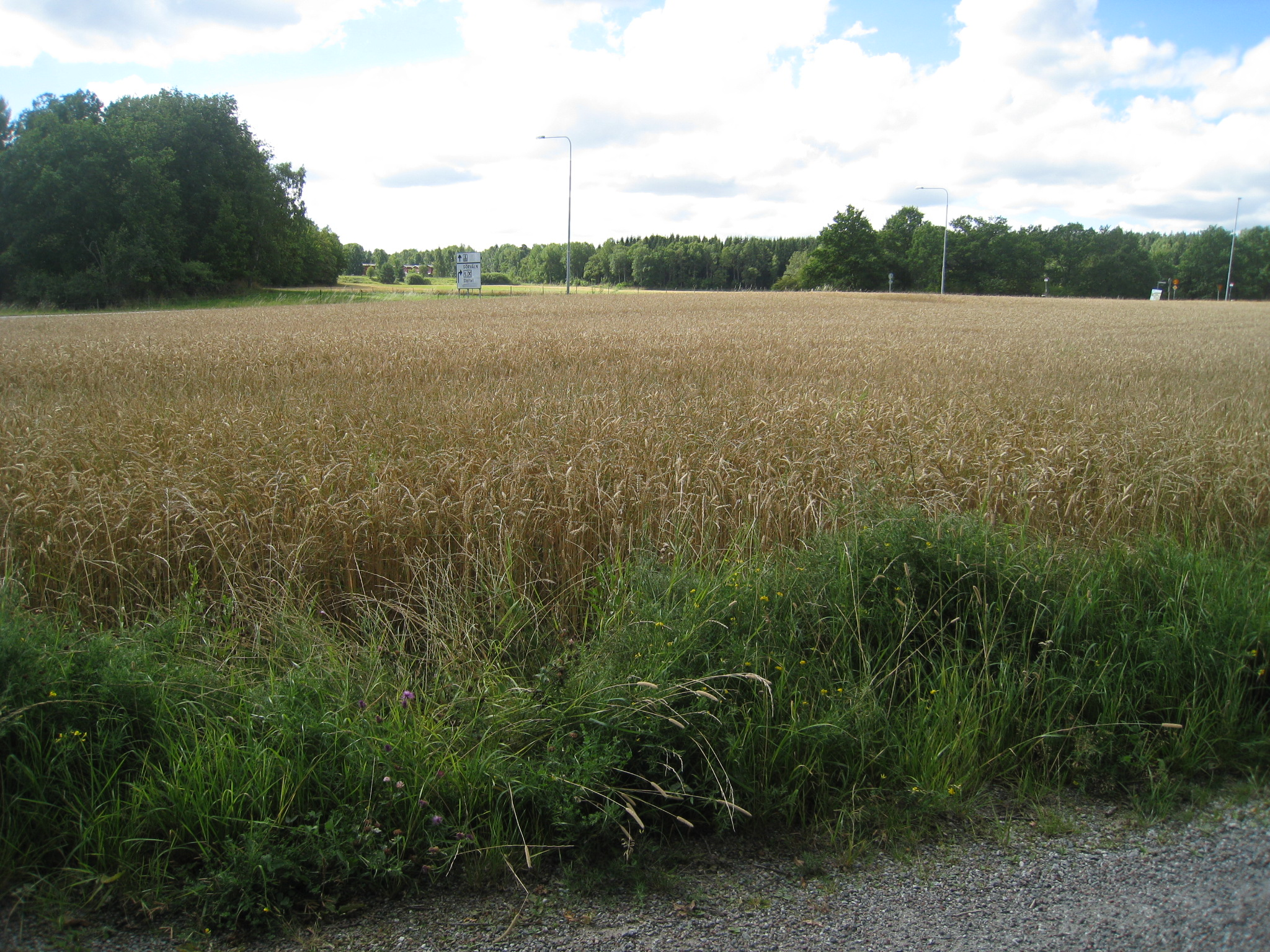
Åker vid Mälarvägen mot Råstensvägen.
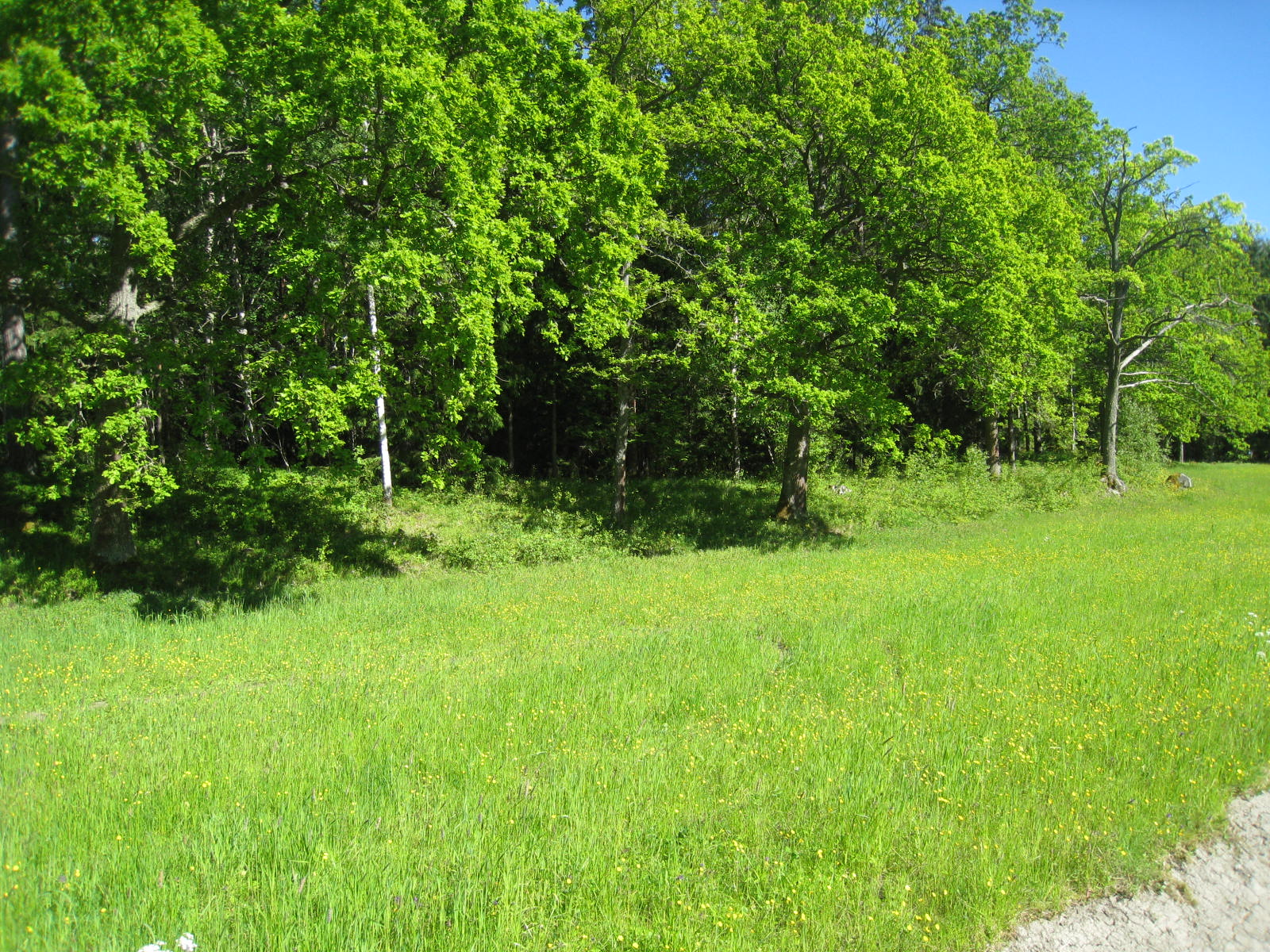
Ekarna vid Snåltäppan.

### Slåttergille på Snåltäppan
Huvudartikel: Slåttergille på Snåltäppan
Ner mot Görväln till, på andra sidan hagen, tar ett blandskogsparti vid. Där växer ett flertal gamla granar. Trolldruva växer i fältskiktet och ett större bestånd av sårläkan. Mitt emot Görvälns griftegård, ner mot åkern, finns en öppen gräsmark. Järfälla hembygdsförening, Naturskyddsföreningen i Järfälla och  Föreningen Görvälnlammet arrangerar i samarbete med Järfälla kommun en årlig slåtterdag på Snåltäppan för att slå ängsgräset med lie. Föreningarna gör en skötselinsats i naturreservatet för att ta rätt på höet på det sätt man gjorde förr i tiden, då gräsmarken slogs med lie. Det ingår även att slå gräset med hästdragen slåtterbalk och hjulräfsa.

### Tre långsmala De Geer-moräner
Huvudartikel: Läsidesmoränen vid Högby
Inom Henrikstorps område ligger även några De Geer-moräner samt en läsidesmorän vid åkern vid Högby. Där Görvälnvägen börjar söder om Mälarvägen ligger tre långsmala De Geer-moräner. Moränryggarna omges av vallodling och området betas av får. Öster om ryggarna, på en långsträckt kulle i åkern vid Högby vid nedre delen av Råstensvägen ligger en välutbildad läsidesmorän som är 200 meter lång. Den långsträckta kullen i vinkeln mellan Mälarvägen och Råstensvägen är vad geovetenskapen kallar läsidesmorän. Moränen samlades och pressades bakom bergskärnan när inlandsisen sakta rörde sig söderut i kullens norra del. Bakom kärnan bildades ett hålrum där sten och jord som isen fört med sig lossnade och blev liggande som i en halv strut bakom berget. Ändmoränen ligger vinkelrätt mot isens rörelseriktning och leran har pålagrats senare. Läsidesmoränen ligger alldeles vid Görvälns naturreservats gräns.